# Ді (література)
Ді (фр. Dit, Dict — буквально «сказання») — в старофранцузькій літературній термінології — позначення відносно короткого віршованого твору переважно дидактичного характеру, тематично абсолютно невизначеного.
Тому назва ді дається як римованим легендам і житіям святих, так і повістям світського і навіть легковажного змісту, що наближається за технікою то до фабліо, то до ле. Його основні рамкові типи — «розставання» (congé) і «заповіт» (testament) — останній знаходить своє завершення в «Заповіті» Франсуа Війона.
Назва ді чергується в цих творах з назвами «Conte», «Esample». Часто назва ді, або «traité» застосовується до алегоричних, сатиричних і дидактичних віршованих творів невеликого обсягу, іноді абсолютно позбавлених фабульності. Цей тип ді процвітав у Франції особливо в середині XIII і XIV ст. і представлений у творчості Рютбефа (що закликає до хрестових походів «Ді про шляхи в Туніс», панегіричний «Dit de Puille», сатиричний ді про різні чернечі ордена і т. д.), Жеана де Конде (дидактичні та алегоричні ді), Фруассара (алегоричні, панегіричні і сатиричні ді), Гільома де Машо (алегорично-панегіричні ді) та багатьох інших.